# Rey Ai de Zhou
El Rey Ai de Zhou (en chino, 周哀王; pinyin, Zhōu Āi Wáng) fue el vigésimo noveno rey de la Dinastía Zhou de China, y el decimoséptimo de la Dinastía Zhou Oriental.  Era el hijo mayor del Rey Zhending.
Sucedió a su padre en 441 a. C., pero fue asesinado por su hermano menor, solo tres meses después de su acceso al trono.